# Gerbaldo Avena
Gerbaldo Avena (Salvador, 27 de agosto de 1933 — Salvador, 30 de junho de 2021) foi um político brasileiro.
Eleito deputado estadual em 1986 pelo PMDB para o período 1987-1991.